# Persone di nome Josephine
| Questa pagina contiene informazioni ricavate automaticamente dalle voci biografiche con l'ausilio del template Bio e di un bot. L'aggiornamento è periodico e automatico e ricostruisce completamente la pagina. Se manca una persona in questa lista, sei pregato di non aggiungerla, ma accertati piuttosto che la sua voce biografica contenga il template Bio e che i dati anagrafici siano correttamente compilati. Se il template Bio manca, inseriscilo tu stesso o, in alternativa, metti l'avviso {{tmp\|Bio}} che ne segnala la mancanza. Se i dati riportati sono sbagliati, correggi direttamente la voce biografica; le modifiche saranno visibili in questa lista entro pochi giorni. Per chiarimenti vedi il progetto antroponimi. La lista contiene solo le 58 persone che sono citate nell'enciclopedia e per le quali è stato implementato correttamente il template Bio. Pagina aggiornata al 22 lug 2025. |

Questa è una lista di persone presenti nell'enciclopedia che hanno il nome Josephine, suddivise per attività principale.

## Annunciatrici televisive(1)
- Peppi Franzelin, annunciatrice televisiva e conduttrice televisiva italiana (Bolzano, n. 1947)

## Attiviste(2)
- Josephine Butler, attivista britannica (Milfield, n. 1828 - Wooler, † 1906)
- Josephine Sophia White Griffing, attivista statunitense (Hebron, n. 1814 - Washington, † 1872)

## Attrici(16)
- Josephine Alhanko, attrice e modella svedese (Stoccolma, n. 1981)
- Josephine Chaplin, attrice statunitense (Santa Monica, n. 1949 - Parigi, † 2023)
- Josephine Højbjerg, attrice danese (Bornholm, n. 2003)
- Josephine Crowell, attrice canadese (n. 1859 - Amityville, † 1932)
- Mona Darkfeather, attrice statunitense (Boyle Heights, n. 1882 - Los Angeles, † 1977)
- Joan Davis, attrice statunitense (Saint Paul, n. 1907 - Palm Springs, † 1961)
- Josephine Ditt, attrice statunitense (Chicago, n. 1868 - Los Angeles, † 1939)
- Josephine Dunn, attrice statunitense (New York, n. 1906 - Thousand Oaks, † 1983)
- Josephine Hull, attrice statunitense (Newtonville, n. 1877 - New York, † 1957)
- Josephine Hutchinson, attrice statunitense (Seattle, n. 1903 - New York, † 1998)
- Josephine Joseph, attrice e circense austriaca (Austria, n. 1913 - Wilmington, † 1966)
- Josephine Langford, attrice australiana (Perth, n. 1997)
- Josephine Marcus, attrice statunitense (Brooklyn, n. 1861 - Los Angeles, † 1944)
- Josephine Premice, attrice, cantante e ballerina statunitense (Brooklyn, n. 1926 - Manhattan, † 2001)
- Gale Storm, attrice e cantante statunitense (Bloomington, n. 1922 - Danville, † 2009)
- Josephine Tewson, attrice britannica (Hampstead, n. 1931 - Northwood, † 2022)

## Attrici teatrali(2)
- Josephine Brandell, attrice teatrale e cantante lirica statunitense (Bucarest, n. 1891 - New York, † 1977)
- Marthe Brandés, attrice teatrale francese (Parigi, n. 1862 - Parigi, † 1930)

## Botaniche(1)
- Josephine Ettel Kablick, botanica e paleontologa ceca (n. 1787 - † 1863)

## Calciatrici(2)
- Josephine Chukwunonye, calciatrice nigeriana (n. 1992)
- Josephine Henning, ex calciatrice tedesca (Treviri, n. 1989)

## Cantanti(1)
- Josie Ho, cantante e attrice cinese (Hong Kong, n. 1974)

## Cestiste(3)
- Josephine Di Fine, cestista italiana (Catania, n. 2004)
- Josephine Geurts, ex cestista olandese (Amsterdam, n. 1954)
- Josephine Grima, cestista maltese (Pietà, n. 1984)

## Circensi(1)
- Josephine Girardelli, circense e artista italiana (n. 1786 - Wakefield, † 1830)

## Comiche(1)
- Jo Brand, comica e attrice britannica (Clapham, n. 1957)

## Esploratrici(1)
- Josephine Diebitsch Peary, esploratrice e scrittrice statunitense (Washington, n. 1863 - Portland, † 1955)

## Fotografe(1)
- Josephine Dubray, fotografa francese (Parigi, n. 1818 - Vienna, † 1903)

## Fumettiste(1)
- Fumettibrutti, fumettista e attivista italiana (Catania, n. 1991)

## Giornaliste(1)
- Josephine St. Pierre Ruffin, giornalista, editrice e attivista statunitense (Boston, n. 1842 - Boston, † 1924)

## Imprenditrici(1)
- Josephine Goube, imprenditrice francese (Boulogne-sur-Mer)

## Insegnanti(1)
- Josephine Silone Yates, docente, scrittrice e oratrice statunitense (Mattituck, n. 1859 - Kansas City, † 1912)

## Inventrici(1)
- Josephine Cochrane, inventrice statunitense (Contea di Ashtabula, n. 1839 - † 1913)

## Mezzosoprani(1)
- Josephine Veasey, mezzosoprano britannico (Londra, n. 1930 - † 2022)

## Modelle(1)
- Josephine Skriver, supermodella danese (Copenaghen, n. 1993)

## Nuotatrici(2)
- Josephine McKim, nuotatrice statunitense (Oil City, n. 1910 - Woodstock, † 1992)
- Josephine Sticker, nuotatrice austriaca (Vienna, n. 1894 - † 1963)

## Pallamaniste(1)
- Josephine Touray, ex pallamanista danese (n. 1979)

## Pallavoliste(1)
- Josephine Obossa, pallavolista italiana (Napoli, n. 1999)

## Pedagogiste(1)
- Josephine Zehnder-Stadlin, pedagogista svizzera (Zugo, n. 1806 - Zurigo, † 1875)

## Pesiste(1)
- Josephine Terlecki, pesista tedesca (Dresda, n. 1986)

## Pianiste(1)
- Josephine Lang, pianista, cantante e compositrice tedesca (Monaco di Baviera, n. 1815 - Tubinga, † 1880)

## Pittrici(1)
- Josephine Verstille Nivison, pittrice statunitense (New York, n. 1883 - † 1968)

## Politiche(1)
- Bernadette Devlin, politica britannica (Cookstown, n. 1947)

## Principesse(1)
- Josephine di Danimarca, principessa danese (Copenaghen, n. 2011)

## Sceneggiatrici(1)
- Josephine Lovett, sceneggiatrice statunitense (San Francisco, n. 1877 - Rancho Santa Fe, † 1958)

## Scrittrici(4)
- Josephine Angelini, scrittrice statunitense (Ashland, n. 1975)
- Josephine Hart, scrittrice, produttrice teatrale e personaggio televisivo irlandese (Mullingar, n. 1942 - Londra, † 2011)
- Josephine Johnson, scrittrice statunitense (Kirkwood, n. 1910 - Batavia, † 1990)
- Edna O'Brien, scrittrice irlandese (Tuamgraney, n. 1930 - Londra, † 2024)

## Soprani(2)
- Josephine Barstow, soprano inglese (Sheffield, n. 1940)
- Josephine de Reszke, soprano polacco (Varsavia, n. 1855 - Varsavia, † 1891)

## Tennistavoliste(1)
- Josephine Medina, tennistavolista filippina (Albay, n. 1970 - Manila, † 2021)

## Senza attività specificata(1)
- Myrtle Corbin, statunitense (Contea di Lincoln, n. 1868 - Cleburne, † 1928)